# Jogos Olímpicos de Inverno da Juventude de 2024
Os Jogos Olímpicos de Inverno da Juventude de 2024 (em francês: Les IVème Jeux Olympiques de la jeunesse d'hiver; em coreano: 제4회 동계 청소년 올림픽, RR: Jesahoe Donggye Cheongsonyeon Ollimpik) foram a quarta edição das Olimpíadas de Inverno da Juventude realizados na província de Gangwon, Coreia do Sul. Consistem num evento multiesportivo internacional para os mais jovens, que simultaneamente é um festival cultural para os participantes.
É a primeira edição a ser realizada fora do continente europeu. Além disso, Pyeongchang se tornou a sétima cidade na história a sediar os Jogos duas vezes, mas a segunda em sediar tanto a versão adulta (2018), como a juvenil, depois de Lillehammer.

## Processo de escolha
A futura Comissão Anfitriã do COI nomeou Gangwon como seu candidato preferido para os Jogos e iniciou um diálogo direcionado com a região no âmbito do novo processo de candidatura olímpica. Brasov (Romênia), Granada (Espanha) e Sófia (Bulgária) foram as outras partes interessadas. Eles participaram do diálogo contínuo com o COI e a Comissão Anfitriã do Futuro. Gangwon foi oficialmente premiado com os Jogos na 135ª Sessão do COI em Lausanne, Suíça, em 10 de janeiro de 2020; todos os requisitos foram cumpridos de forma satisfatória para a comissão e o conselho executivo. Os eventos vão ser compartilhados entre a cidade de Gangneung e o condado de Pyeongchang, que já sediou os Jogos Olímpicos de Inverno de 2018, além dos Jogos Asiáticos de Inverno de 1999.

## Organização

### Ingressos
Assim como na edição de 2020, foi anunciado em 2 de janeiro de 2024 que todos os eventos, exceto a cerimônia de abertura serão gratuitos.

### Locais de competição
Parte da estrutura montada para os Jogos Olímpicos de Inverno de 2018 foi reutilizada para essa edição. As competições foram divididas de acordo com as suas respectivas categorias, com os eventos de neve acontecendo em Pyeongchang, Hoengseong e Jeongseon, e os de gelo em Gangneung.
Chegou a ser cogitado o uso da cidade de Wonsan na Coreia do Norte para receber alguns eventos do esqui alpino, mas o projeto foi descartado. Além disso, as cerimônias inaugurais e de extinção acontecerão em duas arenas ao mesmo tempo, sendo elas:  Yongpyong Dome e Gangneung Oval.

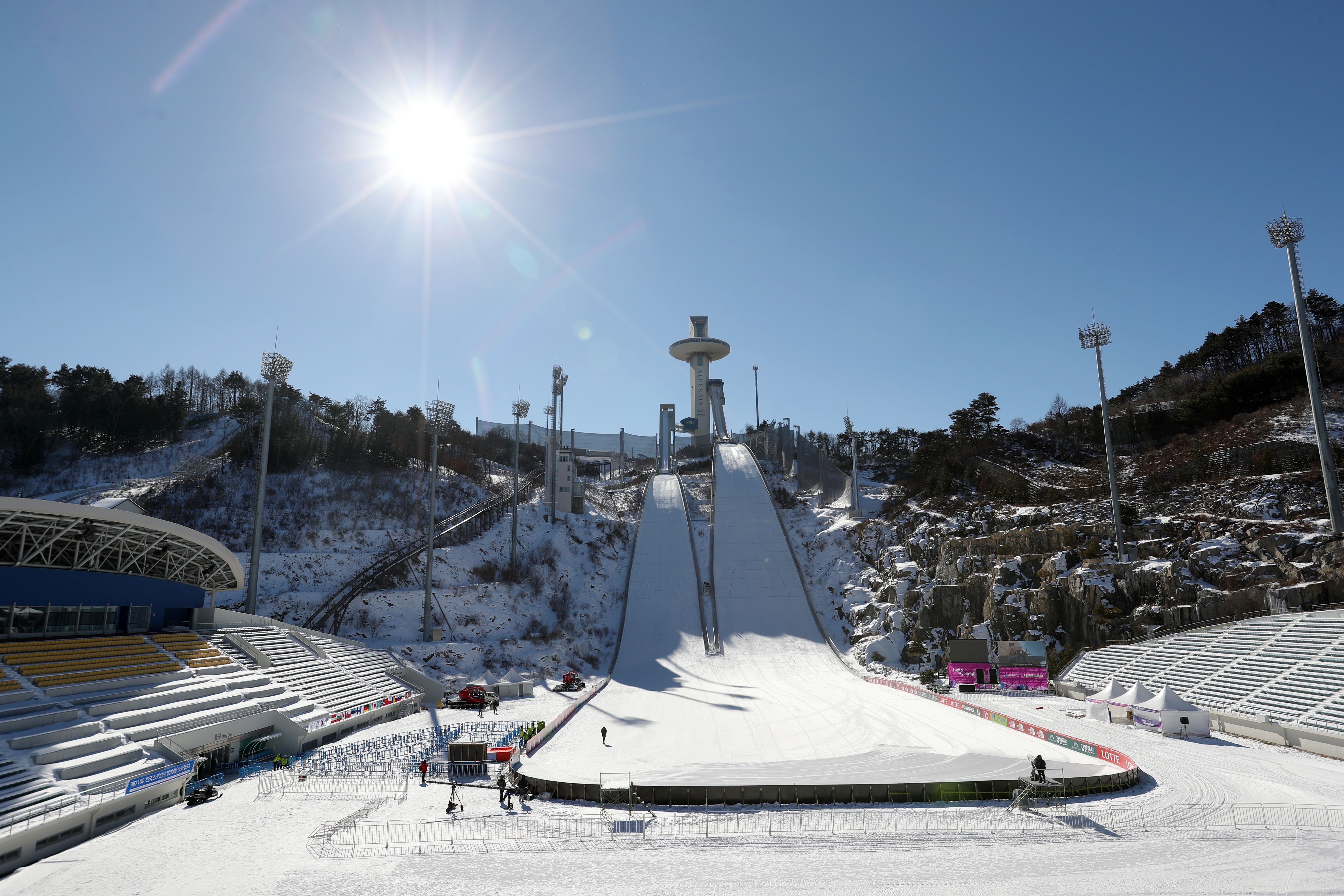
Alpensia Ski Jumping Stadium

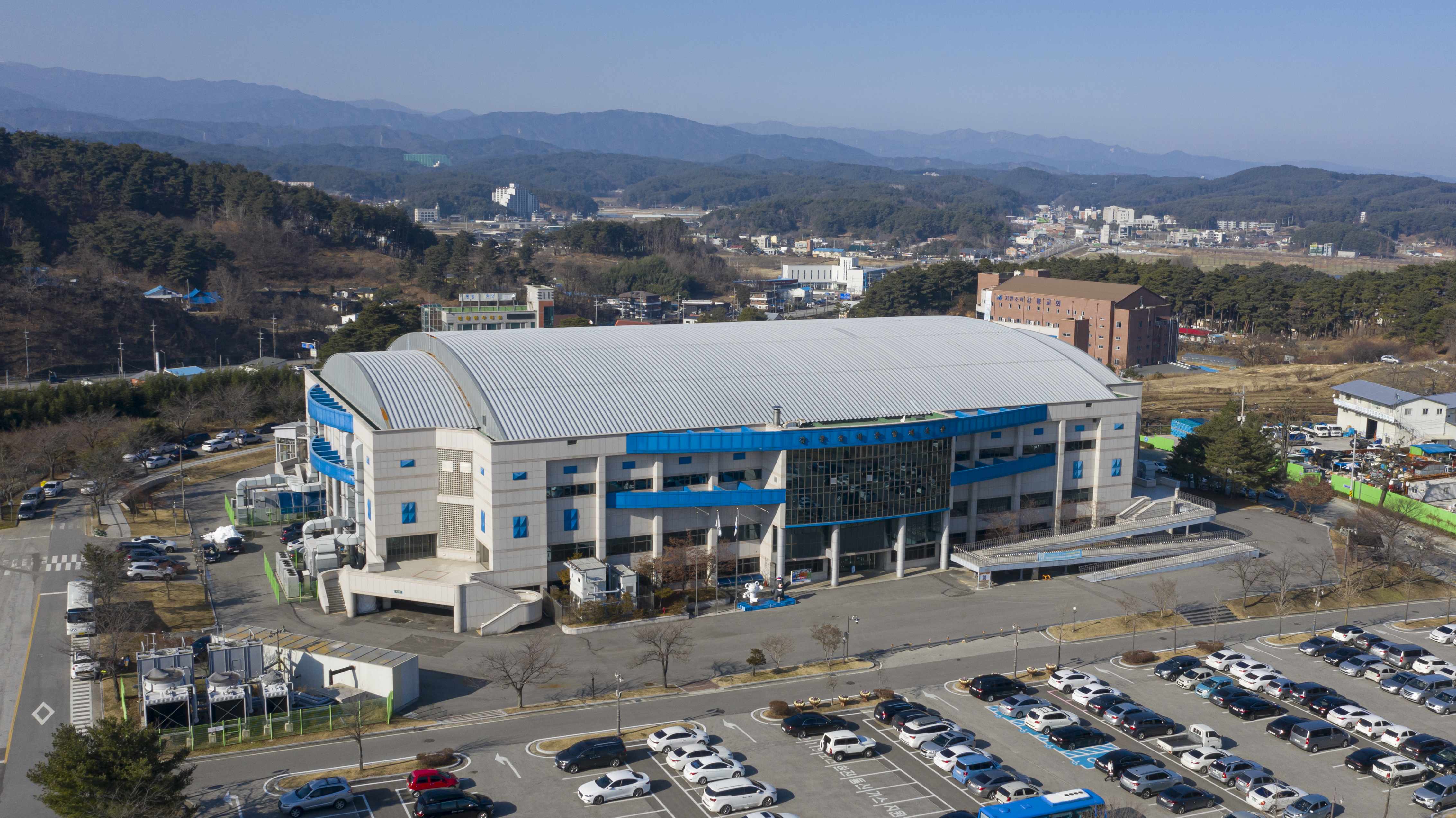
Centro de Curling Gangneung

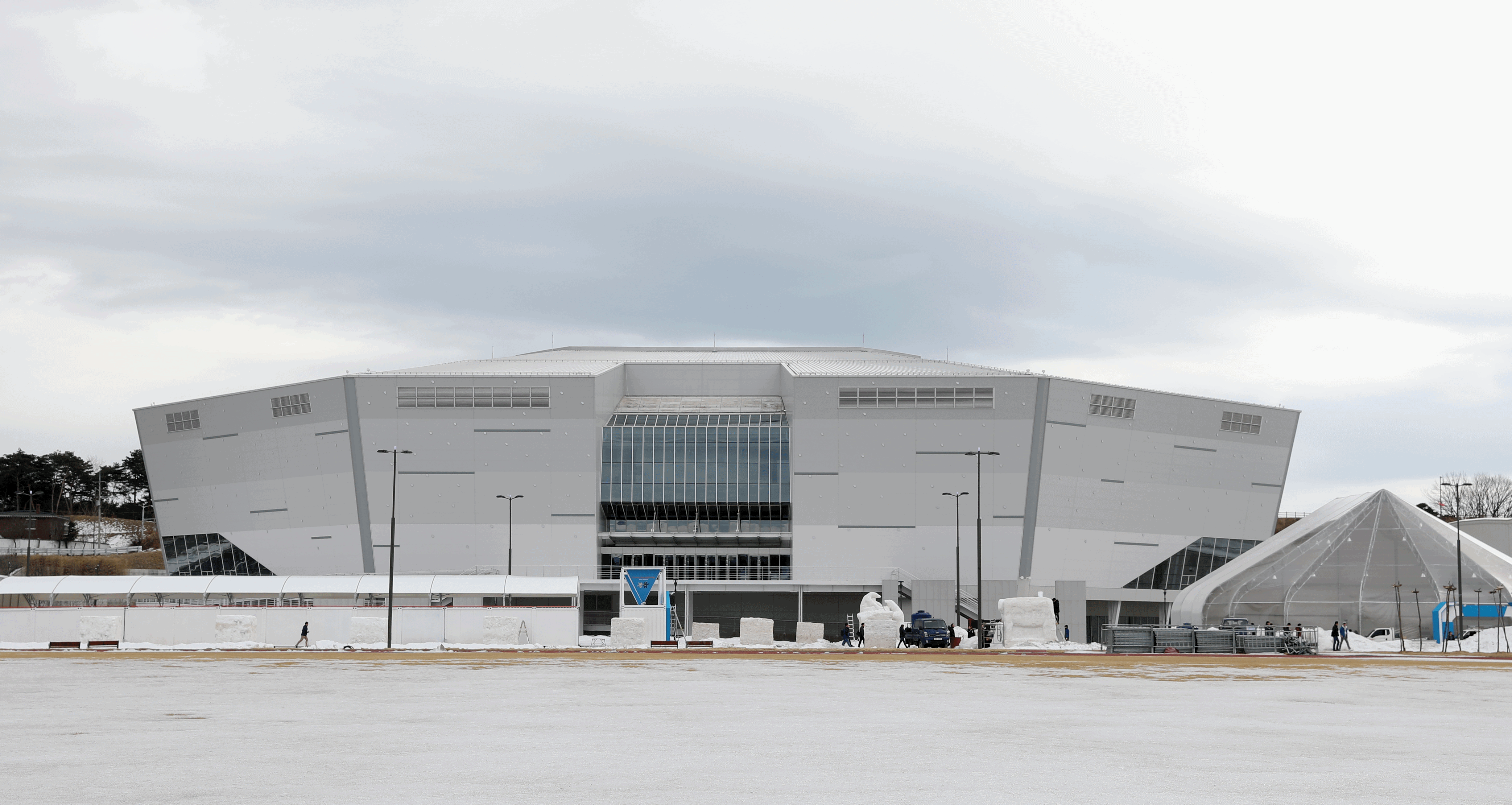
Centro de Hóquei Gangneung

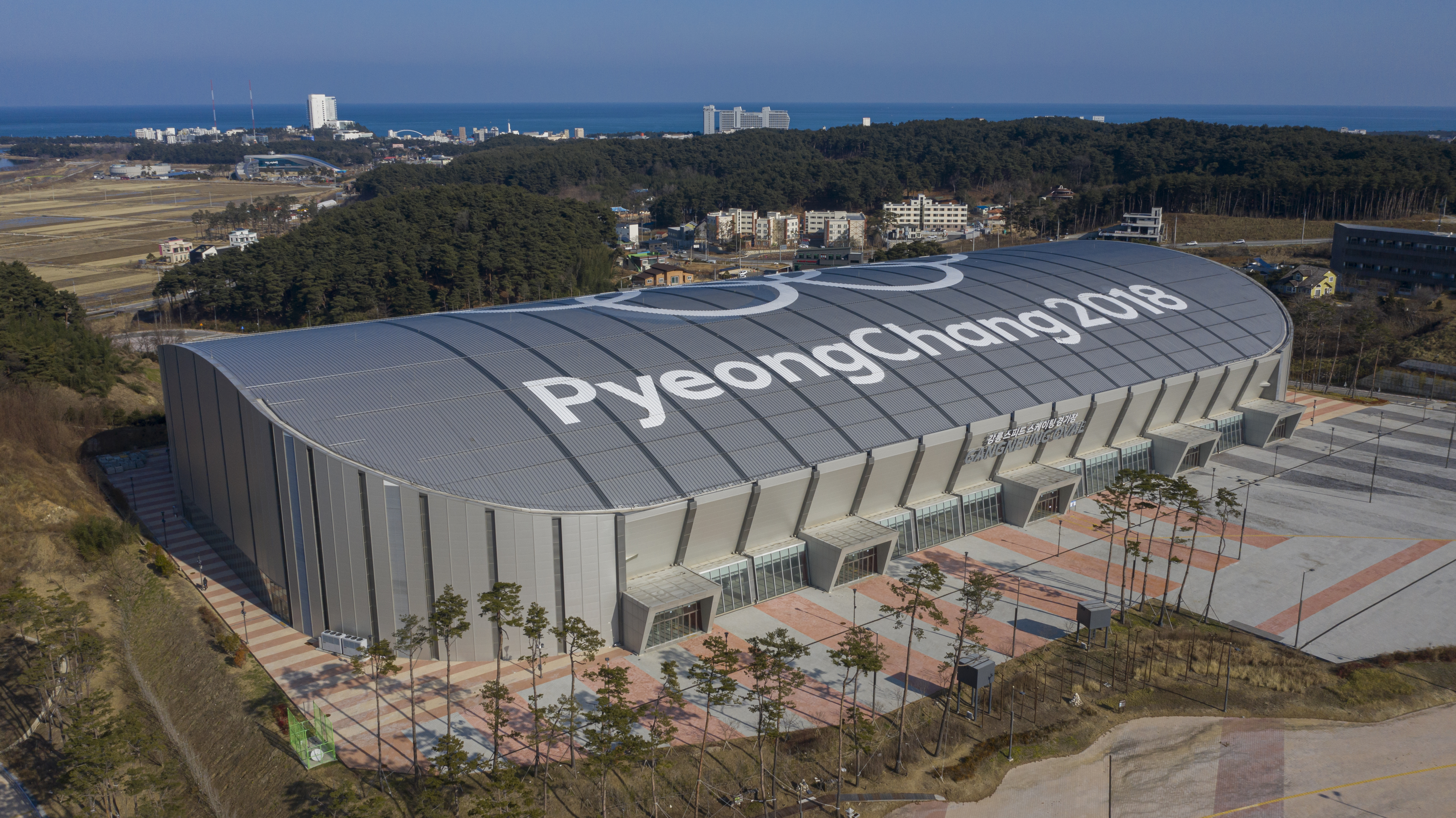
Gangneung Oval nos Jogos Olímpicos de Inverno de 2018. Nesta competição, ele é palco do segundo segmento das cerimônias e da patinação de velocidade

| Instalações esportivas       | Instalações esportivas                                                 |
| Local                        | Modalidades                                                            |
| ---------------------------- | ---------------------------------------------------------------------- |
| Pyeongchang                  |                                                                        |
| Alpensia Ski Jumping Stadium | Esqui (saltos) Combinado nórdico                                       |
| Alpensia Biathlon Center     | Biatlo Esqui cross-country Combinado nórdico                           |
| Alpensia Sliding Center      | Luge Bobsleigh Skeleton                                                |
| Hoengseong                   |                                                                        |
| Welli Hilli Park             | Esqui estilo livre (slopestyle, halfpipe, Big Air, skicross) Snowboard |
| Jeongseon County             |                                                                        |
| High1 Resort                 | Esqui alpino Esqui estilo livre (magnatas)                             |
| Parque Olímpico de Gangneung |                                                                        |
| Centro de Hóquei Gangneung   | Hóquei no gelo                                                         |
| Centro de Curling Gangneung  | Curling                                                                |
| Gangneung Oval               | Patinação de velocidade                                                |
| Arena de Gelo Gangneung      | Patinação de velocidade em pista curta Patinação artística             |

## Esportes
Pela primeira vez na história de qualquer tipo de evento dos Jogos Olímpicos, foi utilizada a regra da paridade de género. O que significa que o mesmo número de eventos do programa olímpico será igual para homens e mulheres (34). A programação desta edição contará com 7 esportes e 15 modalidades em um total de 79 provas. O Comitê Olímpico Internacional decidiu em 2021 que, pela primeira vez, não haverá eventos mistos de CONs. O programa esportivo também recebeu mudanças à medida que revezamentos mistos foram adicionados no esqui cross-country e no combinado nórdico. Duas provas individuais de 1.500m de patinação de velocidade em pista curta serão realizadas pela primeira vez. No entanto, o número de eventos de esqui cross-country caiu de 7 para 5.
| - Biatlo - Bobsleigh - Combinado nórdico - Curling - Esqui alpino - Esqui cross-country - Esqui estilo livre | - Luge - Hóquei no gelo - Patinação artística - Patinação de velocidade - Patinação de velocidade em pista curta - Salto de esqui - Skeleton - Snowboard |

### Calendário
De acordo com o calendário oficial, as competições se iniciaram há 3 dias antes da cerimônia de abertura com o bobsleigh, luge e o skeleton.
| CA | Cerimônia de abertura | ● | Competições | 1 | Finais | CE | Cerimônia de encerramento |

| Janeiro/Fevereiro                      | Janeiro/Fevereiro                      | 16 T | 17 Q | 18 Q | 19 S | 20 S | 21 D | 22 S | 23 T | 24 Q | 25 Q | 26 S | 27 S | 28 D | 29 S | 30 T | 31 Q | 01 Q | Eventos |
| -------------------------------------- | -------------------------------------- | ---- | ---- | ---- | ---- | ---- | ---- | ---- | ---- | ---- | ---- | ---- | ---- | ---- | ---- | ---- | ---- | ---- | ------- |
| Cerimônias                             | Cerimônias                             |      |      |      | CA   |      |      |      |      |      |      |      |      |      |      |      |      | CE   | —       |
| Biatlo                                 | Biatlo                                 |      |      |      |      | 2    | 1    |      | 2    | 1    |      |      |      |      |      |      |      |      | 6       |
| Bobsleigh                              | Bobsleigh                              | ●    | ●    | ●    | ●    | ●    | ●    | 1    | 1    |      |      |      |      |      |      |      |      |      | 2       |
| Combinado nórdico                      | Combinado nórdico                      |      |      |      |      |      |      |      |      |      |      |      | ●    | ●    | 2    | ●    | 1    |      | 3       |
| Curling                                | Curling                                |      |      |      |      | ●    | ●    | ●    | ●    | ●    | 1    | ●    | ●    | ●    | ●    | ●    | ●    | 1    | 2       |
| Esqui alpino                           | Esqui alpino                           |      |      |      |      | 2    | 2    | 1    | 1    | 2    | 1    |      |      |      |      |      |      |      | 9       |
| Esqui cross-country                    | Esqui cross-country                    |      |      |      |      |      |      |      |      |      |      |      |      |      | 2    | 2    |      | 1    | 5       |
| Esqui estilo livre                     | Esqui estilo livre                     |      |      |      |      |      |      |      | 2    | 2    | 1    | 1    | 2    |      |      |      | 2    |      | 10      |
| Hóquei no gelo                         | Hóquei no gelo                         |      |      |      |      | ●    | ●    | ●    | ●    | ●    | 2    |      | ●    | ●    | ●    | ●    | 2    |      | 4       |
| Luge                                   | Luge                                   | ●    | ●    | ●    | ●    | 2    | 2    | ●    | 1    |      |      |      |      |      |      |      |      |      | 5       |
| Patinação artística                    | Patinação artística                    |      |      |      |      |      |      |      |      |      |      |      | ●    | ●    | 2    | 2    |      | 1    | 5       |
| Patinação de velocidade                | Patinação de velocidade                |      |      |      |      |      |      | 2    | 2    |      | 1    | 2    |      |      |      |      |      |      | 7       |
| Patinação de velocidade em pista curta | Patinação de velocidade em pista curta |      |      |      |      | 2    | 2    | 2    |      | 1    |      |      |      |      |      |      |      |      | 7       |
| Salto de esqui                         | Salto de esqui                         |      |      | ●    | ●    | 2    | 1    |      |      |      |      |      |      |      |      |      |      |      | 3       |
| Skeleton                               | Skeleton                               | ●    | ●    | ●    |      | ●    | ●    | 1    | 1    |      |      |      |      |      |      |      |      |      | 2       |
| Snowboard                              | Snowboard                              |      |      |      |      | 2    | 1    |      |      | 1    | 1    |      | ●    | 2    |      |      |      | 2    | 9       |
| Total de eventos                       | Total de eventos                       | 0    | 0    | 0    | 0    | 12   | 9    | 7    | 10   | 7    | 7    | 3    | 2    | 2    | 6    | 4    | 5    | 5    | 79      |
| Total acumulado                        | Total acumulado                        | 0    | 0    | 0    | 0    | 12   | 21   | 28   | 38   | 45   | 52   | 55   | 57   | 59   | 65   | 69   | 74   | 79   | 79      |
| Janeiro/Fevereiro                      | Janeiro/Fevereiro                      | 16 T | 17 Q | 18 Q | 19 S | 20 S | 21 D | 22 S | 23 T | 24 Q | 25 Q | 26 S | 27 S | 28 D | 29 S | 30 T | 31 Q | 01 Q | Eventos |

### Atletas modelos
| Esportes                               | Modelo Masculino                  | Modelo Feminino                   |
| -------------------------------------- | --------------------------------- | --------------------------------- |
| Biatlo                                 | Dominik Windisch (ITA Itália)     | Vanessa Hinz (GER Alemanha)       |
| Bobsleigh                              | Won Yun-jong (KOR Coreia do Sul)  | —                                 |
| Combinado nórdico                      | Eric Frenzel (GER Alemanha)       | —                                 |
| Combinado nórdico                      | Maxime Laheurte (FRA França       | —                                 |
| Curling                                | Kim Chang-min (KOR Coreia do Sul) | Jennifer Dodds (GBR Grã-Bretanha) |
| Esqui Alpino                           | Jakob Špik (SLO Eslovênia)        | —                                 |
| Esqui Alpino                           | Matthias Mayer (AUT Áustria)      | —                                 |
| Esqui Cross-County                     | Kim Magnus (KOR Coreia do Sul)    | Han Dan-Som (KOR Coreia do Sul)   |
| Esqui Estilo Livre                     | Brenden Kelly (CAN Canadá)        | Sam Kennedy-Sim (AUS Austrália)   |
| Hóquei no Gelo                         | Lee Young-jun (KOR Coreia do Sul) | Park Jong-ah (KOR Coreia do Sul)  |
| Luge                                   | Sascha Benecken (GER Alemanha)    | Elīza Tīruma (AUT Áustria)        |
| Patinação Artística                    | Michal Březina (CZE Chéquia)      | Yura Min (KOR Coreia do Sul)      |
| Patinação de Velocidade                | Haralds Silovs (LAT Letônia)      | Nao Kodaira ( Japão)              |
| Patinação de Velocidade em Pista Curta | Thibaut Fauconnet (FRA França)    | Byun Chun-sa (KOR Coreia do Sul)  |
| Saltos de Esqui                        | Viktor Polášek (CZE Chéquia)      | Carina Vogt (GER Alemanha)        |
| Skeleton                               | —                                 | Jaclyn Narracott (AUS Austrália)  |
| Snowboard                              | Konstantin Schad (GER Alemanha)   | Tess Critchlow (CAN Canadá)       |

### Cerimônia de abertura
Aconteceu no dia 19 de janeiro de 2024 no Gangneung Oval e no Yongpyong Dome, sendo a primeira vez na história das olimpíadas em que uma cerimônia inaugural acontece em dois lugares ao mesmo tempo. A estratégia também serviu como um teste para os Jogos Olímpicos de Verão de 2028, já que as cerimônias ocorrerão simultaneamente no Los Angeles Memorial Coliseum e no SoFi Stadium. 
Houve as apresentações dos grupos de k-pop Lun8 e TripleS e dos rappers Changmo e Ash Island. O caldeirão foi aceso pelo esquiador de estilo livre Lee Jeong-min. Uma chama digital secundária foi acesa no Parque Olímpico de Gangneung por um voluntário, sendo a primeira vez que esse artifício é utilizado, passando uma mensagem de sustentabilidade.

### Cerimônia de encerramento
Aconteceu no dia 1.° de fevereiro de 2024, iniciando às 19h30 (UTC+9) no Parque Olímpico de Gangneung. Momentos protocolares como o desfile das bandeiras dos CONs participantes, discursos de agradecimiento do comitês organizador e do presidente do Comitê Olímpico Internacional, a extinção das tochas olímpicas física e virtual e os shows de encerramento foram realizados.
A rapper Lee Young-ji foi uma das atrações musicais do encerramento dos jogos, que também contou com neve artificial.

### Nações participantes
Um total de 1 803 atletas de 79 nações qualificaram-se para os Jogos. Cinco CONs fizeram sua estreia em uma edição de Jogos Olímpicos da Juventude de Inverno: Argélia, Emirados Árabes Unidos, Nigéria, Porto Rico e Tunísia. Em ocasião da invasão da Ucrânia, a Rússia e a Bielorrússia estavam suspensas pelo COI.
- RSA África do Sul (1)
- ALB Albânia (1)
- GER Alemanha (92)
- AND Andorra (1)
- ALG Argélia (1)
- ARG Argentina (7)
- ARM Armênia (3)
- AUS Austrália (47)
- AUT Áustria (61)
- BEL Bélgica (2)
- BIH Bósnia e Herzegovina (8)
- BRA Brasil (19)
- BUL Bulgária (15)
- CAN Canadá (78)
- QAT Catar (2)
- KAZ Cazaquistão (42)
- CHI Chile (12)
- CHN China (55)
- CYP Chipre (3)
- COL Colômbia (5)
- KOR Coreia do Sul (108) (sede)
- CRO Croácia (11)
- DEN Dinamarca (24)
- UAE Emirados Árabes Unidos (3)
- SVK Eslováquia (54)
- SLO Eslovênia (28)
- ESP Espanha (27)
- USA Estados Unidos (104)
- EST Estônia (23)
- PHI Filipinas (3)
- FIN Finlândia (52)
- FRA França (65)
- GEO Geórgia (7)
- GBR Grã-Bretanha (36)
- GRE Grécia (14)
- HKG Hong Kong (3)
- HUN Hungria (33)
- IRI Irã (5)
- IRL Irlanda (4)
- ISL Islândia (6)
- ISR Israel (1)
- ITA Itália (75)
- JAM Jamaica (3)
- JPN Japão (69)
- KOS Kosovo (2)
- LAT Letônia (45)
- LIB Líbano (5)
- LIE Liechtenstein (2)
- LTU Lituânia (13)
- MKD Macedônia do Norte (2)
- MEX México (13)
- MDA Moldávia (6)
- MON Mônaco (1)
- MGL Mongólia (12)
- MNE Montenegro (1)
- NEP Nepal (2)
- NGR Nigéria (6)
- NOR Noruega (48)
- NZL Nova Zelândia (21)
- NED Países Baixos (28)
- POL Polônia (48)
- POR Portugal (6)
- PUR Porto Rico (1)
- KEN Quênia (2)
- CZE Chéquia (58)
- ROU Romênia (32)
- SMR San Marino (1)
- SRB Sérvia (9)
- SGP Singapura (2)
- SWE Suécia (53)
- SUI Suíça (71)
- THA Tailândia (17)
- TPE Taipé Chinês (18)
- TTO Trinidad e Tobago (1)
- TUN Tunísia (3)
- TUR Turquia (23)
- UKR Ucrânia (44)
- UZB Uzbequistão (2)

### Quadro de medalhas
- Atualizado até 18h06min, domingo, 16 de março de 2025 (UTC)

     País sede destacado.
| Ordem | País               | Medalha de ouro | Medalha de prata | Medalha de bronze |     |
| ----- | ------------------ | --------------- | ---------------- | ----------------- | --- |
| 1     | ITA Itália         | 11              | 3                | 4                 | 18  |
| 2     | GER Alemanha       | 9               | 5                | 6                 | 20  |
| 3     | KOR Coreia do Sul  | 7               | 6                | 4                 | 17  |
| 4     | FRA França         | 7               | 5                | 6                 | 18  |
| 5     | CHN China          | 6               | 9                | 3                 | 18  |
| 6     | USA Estados Unidos | 5               | 11               | 5                 | 21  |
| 7     | AUT Áustria        | 5               | 6                | 5                 | 16  |
| 8     | SWE Suécia         | 4               | 4                | 3                 | 11  |
| 9     | GBR Grã-Bretanha   | 4               | 1                | 1                 | 6   |
| 10    | JPN Japão          | 3               | 4                | 8                 | 15  |
| 11    | CAN Canadá         | 3               | 2                | 1                 | 6   |
| 12    | NED Países Baixos  | 3               | 1                | 1                 | 5   |
| 13    | FIN Finlândia      | 3               |                  | 4                 | 7   |
| 14    | SLO Eslovênia      | 2               | 3                | 1                 | 6   |
|       | LAT Letônia        | 2               | 3                | 1                 | 6   |
| 16    | DEN Dinamarca      | 1               | 3                |                   | 4   |
| 17    | NZL Nova Zelândia  | 1               | 2                | 4                 | 7   |
| 18    | SUI Suíça          | 1               | 1                | 7                 | 9   |
| 19    | CZE Chéquia        | 1               | 1                | 2                 | 4   |
| 20    | KAZ Cazaquistão    | 1               |                  | 2                 | 3   |
|       | POL Polônia        | 1               |                  | 2                 | 3   |
| 22    | HUN Hungria        | 1               |                  | 1                 | 2   |
| 23    | NOR Noruega        |                 | 4                | 3                 | 7   |
| 24    | AUS Austrália      |                 | 2                | 1                 | 3   |
| 25    | SVK Eslováquia     |                 | 1                | 2                 | 3   |
| 26    | UKR Ucrânia        |                 | 1                | 1                 | 2   |
| 27    | THA Tailândia      |                 | 1                |                   | 1   |
|       | TUN Tunísia        |                 | 1                |                   | 1   |
|       | TUR Turquia        |                 | 1                |                   | 1   |
| 30    | BRA Brasil         |                 |                  | 1                 | 1   |
|       | ESP Espanha        |                 |                  | 1                 | 1   |
|       | ROM Romênia        |                 |                  | 1                 | 1   |
| TOTAL | TOTAL              | 81              | 81               | 81                | 243 |

- Fonte: Gangwon 2024

### Destaques
- Zion Bethonico, atleta do snowboard cross, conquistou a primeira medalha do Brasil em uma olimpíada de inverno, considerando as versões juvenil e adulta. Zion foi a grande surpresa da competição por ter iniciado em terceiro lugar na primeira bateria, logo depois, venceu as outras baterias restantes com 18 de 20 pontos. Na semifinal, conseguiu a vaga na briga por medalhas, ultrapassando um adversário nos saltos. Na decisão, superou o então favorito Boden Gerry, dos Estados Unidos, entrando no pódio.[16]
- A medalha de Zion foi a segunda a ser conquistada por um atleta sul-americano em olimpíadas de inverno, uma vez que em 2020, Diego Amaya, da Colômbia, conquistou uma medalha de prata pela patinação de velocidade.[17]
- Além do Brasil, atletas da Turquia, Tailândia e Tunísia também ganharam suas primeiras medalhas em uma edição dos jogos de inverno. As conquistas vieram através dos atletas Muhammed Bozdağ pela patinação de velocidade em pista curta nos 1000m masculino, Agnese Campeol no bobsleigh pelo monobob feminino e Jonathan Lourimi no bobsleigh pelo monobob masculino. Ambos faturaram a medalha de prata em seus esportes.[18][19][20]
- No caso do atleta tunisiano, essa foi a segunda vez em que um esportista africano sobe ao pódio na história das olimpíadas de inverno, uma vez que em 2012, Adam Lamhamedi, do Marrocos, conquistou uma inédita medalha de ouro ao continente.[20]
- Maja Voigt, da Dinamarca, conquistou a primeira medalha do país em uma edição de olimpíada de inverno da juventude como comitê independente, ficando com o inédito ouro no bobsleigh categoria monobob feminino.[21]

## Marketing
O comitê organizador anunciou muitos "embaixadores" para promover os jogos, incluindo os atletas olímpicos Eileen Gu, Choi In-Jeong e Kim Yuna, além de cantores como Choi Min-ho do Shinee.

### Mascote
No dia 19 de janeiro de 2023, a comissão organizadora revelou o mascote, chamado Moongcho (뭉초). Foi projetado pela estudante universitária Soo-Yeon Park. O mascote tem o formato de uma bola de neve que nasceu de uma luta de neve entre Soohorang e Bandabi, os mascotes dos Jogos Olímpicos e Paralímpicos de Inverno de 2018.

### Tocha olímpica
O revezamento da tocha começou em 3 de outubro de 2023 na Grécia, no Estádio Panatenaico, onde a chama foi acesa. A chama alcançou Seul, capital sul-coreana, em 8 de outubro, com a etapa coreana do revezamento começando naquele dia.

### Direitos de transmissão
- Brasil - CazéTV
- Estados Unidos - Peacock[27]
- Mundo - Olympic Channel[28]